# Aonghus Ó Dálaigh
Aonghus Ó Dálaigh (fl. c. 1200) fue un poeta irlandés. Nieto de Cú Connacht Ua Dálaigh (fallecido en 1139), se dice que era «el ancestro común de todos los O'Dalys existentes». Existen registros que señalan que tuvo seis hijos:
- 1 - Cearbhall Fionn Ó Dálaigh - ancestro de Ó Dálaigh Fionn, poeta Ó Caoimh de Duhallow, Condado de Cork
- 2 - Donnchadh Mór Ó Dálaigh - ancestro de los Ó Dálaigh de Condado de Clare (Irlanda) y Condado de Galway
- 3 - Cormac na Casbhairne Ó Dálaigh
- 4 - Muireadhach Albanach - poeta cruzado de Lissadill, Condado de Sligo
- 5 - Gilla na Naemh Ó Dálaigh
- 6 - Tadhg Ó Dálaigh - ancestro de los Ó Dálaigh de Breifne y Connacht